# Kulm (Naabgebirge)
Der Kulm bei Windpaißing im Oberpfälzer Landkreis Schwandorf ist mit 626,3 m ü. NHN die höchste Erhebung im Naabgebirge.

## Geographie

### Geographische Lage
Der Kulm liegt im Gebiet der Gemeinde Nabburg zwischen dessen Ortsteil Windpaißing im Südwesten, dem Wernberg-Köblitzer Ortsteil Friedersdorf im Norden und dem Pfreimder Stadtteil Egerhof im Osten. Der Gipfel ist am leichtesten über einen Abzweig der Kreisstraße SAD 28 bei Windpaißing erreichbar.

### Naturräumliche Zuordnung
Der Kulm liegt im östlichen Naabgebirge. Das Naabgebirge ist der westlichste Ausläufer des Oberpfälzer Walds. Die naturräumlichen Haupteinheitengruppe, zu der der Kulm gehört, ist der Oberpfälzisch-Bayerische Wald.
Die Einzelblätter 1:200.000 zum Handbuch der naturräumlichen Gliederung Deutschlands gliedern das Gebiet folgendermaßen:
- 40 Oberpfälzisch-Bayerischer Wald
  - 401 Vorderer Oberpfälzer Wald
    - 401.3 Südwestlicher Niederer Oberpfälzer Wald
      - 401.39 Naabgebirge
        - 401.391 Östliches Naabgebirge[2][3]

## Kultur und Sehenswürdigkeiten

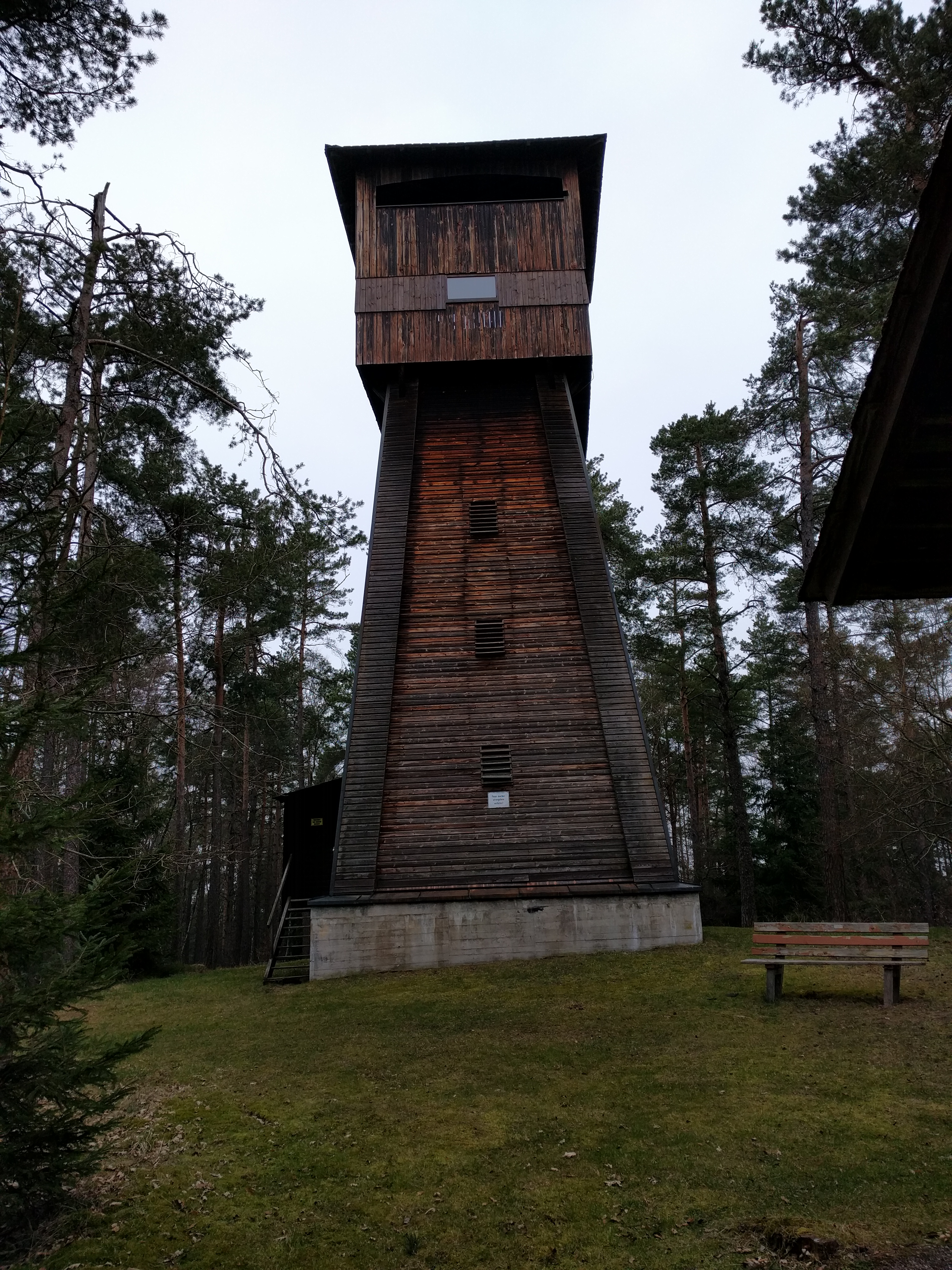
Aussichtsturm am Kulm

### Aussichtsturm
Auf dem Kulm befindet sich ein Aussichtsturm. Der Turm ist 19,45 Meter hoch und 5,5 Meter breit. Die 3,5 mal 3,5 Meter große Aussichtsplattform kann über 72 Stufen erreicht werden. Der Turm wurde durch den Zweigverein Nabburg des Oberpfälzer Waldvereins gebaut und konnte am 18. Juni 1972 seiner Bestimmung übergeben werden.

### Gipfelkreuz

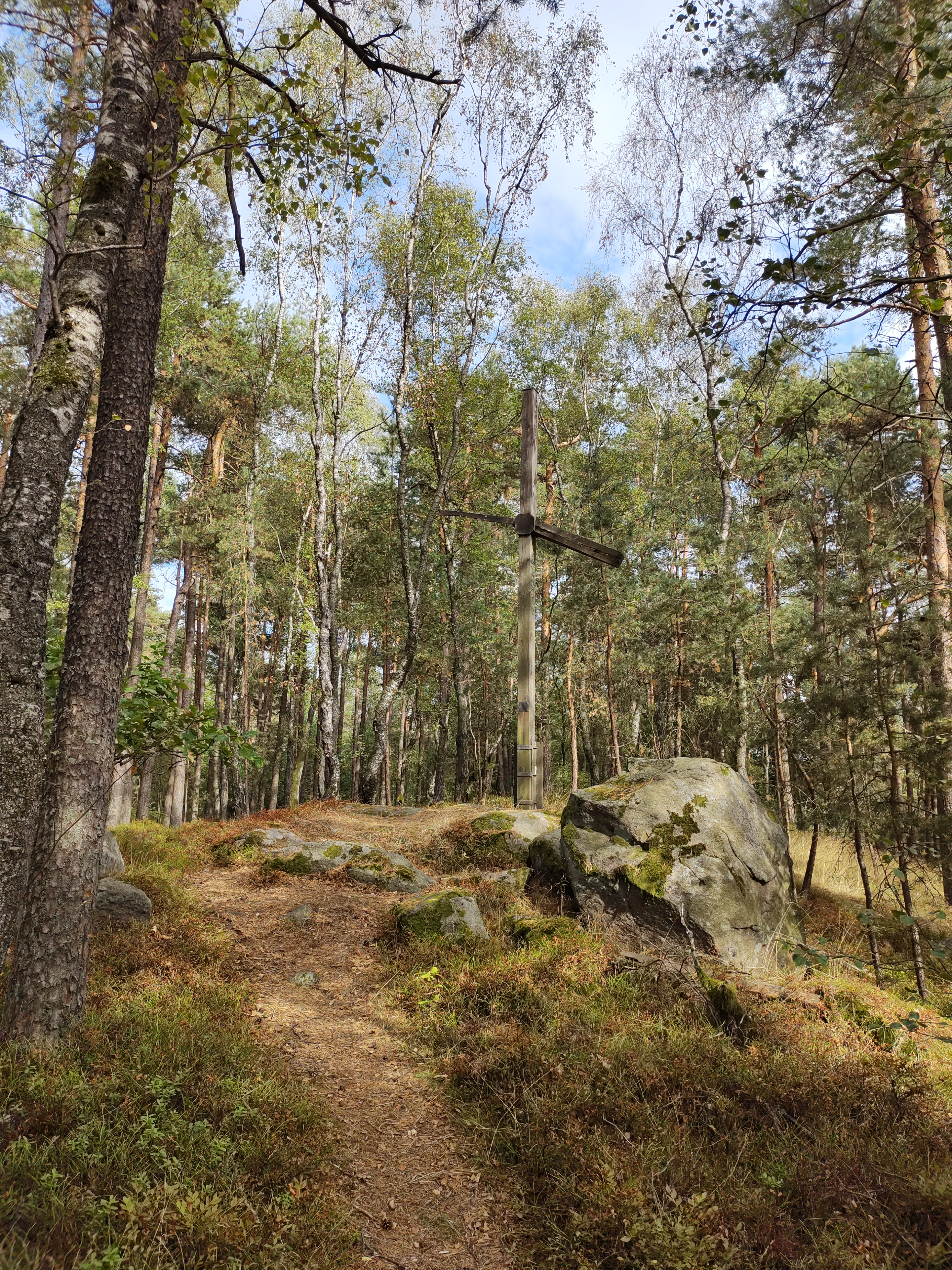
Gipfelkreuz am Kulm

Auf dem Kulm befindet sich ein Gipfelkreuz. An dem Gipfelkreuz befindet sich eine Tafel mit der Inschrift „Errichtet vom Oberpfälzer Waldverein Nabburg 1988 Kulm 626 m“.

## Wirtschaft und Infrastruktur
Der Kulm ist ein Anlaufpunkt zahlreicher Wanderwege, z. B. der Ostlinie des Main-Donau-Wegs.